# 凤凰传奇
凤凰传奇，是中国大陆的男女二人音乐组合，成立于1997年9月。其成员包括女声主唱杨魏玲花和男声主唱曾毅。凤凰传奇被公认为2005年之后中国大陆最具影响力的歌手组合之一，出道以来共发行五张原创专辑。其音乐融合了经典的民歌元素与电子音乐、Rap等，将民族唱腔与流行唱法结合到一起。

## 发展历程
凤凰传奇的前身为“發神經組合”、“酷火组合”。“酷火组合”成立于1997年9月，在广州、深圳、佛山具有较高的知名度。
1998年，该组合参加了由Channel [V]在广东举办的“广播电视音乐节新人奖”并进入最后的总决赛。2003年被CCTV《同一首歌》节目邀请为演出嘉宾。2004年代表廣東省參加北京CCTV第十一屆青歌賽，由於未重視，於比賽中途慘遭淘汰。同年，為因應玲花簽約前之重點要求，孔雀唱片公司方同意將其組合夥伴曾毅以「被簽約」方式簽入其中。自此以後，曾毅從玲花之主管變為主唱旁的陪唱者，且組合名稱正式更名為“鳳凰傳奇”。同年7月，新組合被广东电视台选送参加中央电视台第十一届全国青年歌手电视大奖赛（职业组）通俗唱法，入围决赛（前十六组歌手），获得职业组十佳优秀歌手。2005年4月，推出凤凰传奇首张专辑《月亮之上》。10月，凤凰传奇在中央电视台《星光大道》获得年度亚军，获得了较大知名度。雖初具知名度，但並未對自身演藝收入有幫助。2006年，至各大專院校演出，雖無多少演出費，但可順勢推廣自己的歌曲。
2007年，已具機會可參演部分大型晚會，例如中央電視台的節目《歡樂中國行》。同年因专辑《月亮之上》，首次獲春晚導演組之邀約，參與年底春晚晚會演出，其預演之歌曲已通過了層層審查，甚至還完成了第一次演出彩排，但因同時被各大平面媒體爆出《月亮之上》具抄襲疑慮，而導促同年春晚晚會演出機會遭取消之處置。雖於爾後釐清了歌曲抄襲疑慮，但同年度春晚演出資格依舊無法回復。直至2008年，再次接獲春晚導演組邀約，方如願以償地依舊以《月亮之上》之詞曲演唱者身分，重登晚會舞台。
2012年，发行组合的首张舞曲专辑《舞动奇迹》。2013年，登上福布斯中国名人榜，位列第71名。同年，他们还凭借歌曲《自由自在》入围第14届华鼎奖全球音乐满意度调查颁奖盛典最受欢迎组合。2019年，参加庆祝新中国成立七十周年“江山如画”国庆音乐会。

## 人物经历
杨魏玲花(Sene)，意为“天上的云彩”，1980年12月20日出生于内蒙古鄂尔多斯，自幼能歌善舞。1995年于鄂尔多斯艺校舞蹈专业毕业后，进入人员一专多能的文化工作队“乌兰牧骑”。由于玲花具有出色的嗓音特质及歌唱实力，2004年以组合形式参加《青歌赛》时担任主唱，最终获得“通俗唱法职业组十佳优秀歌手”，同年作为凤凰传奇组合主唱出道，次年参加《星光大道》并获得年度亚军。
孔雀唱片本来只打算签约玲花一个人，但是玲花认为曾毅在音乐道路上的给她的陪伴是无可替代的，遂要求一同签约曾毅。孔雀唱片答应了玲花的请求，将曾毅一同签约，两个人正式搭档开启音乐道路。

## 成就
专辑《最炫民族风》获得2009年年度中國销量第一（3个月30万张〈此銷售數據不含同年之盜版銷量〉）。《月亮之上》亦创造7千900万次彩铃下载数量。《最炫民族风》百度搜索突破1亿3千万次、蝉联百度音乐TOP500排行榜27周冠军。
每年的春晚，幾乎都可以看到凤凰传奇他們的身影。2013年起，連續參加了包含央視台的七台春節晚会。

## 成员
- 杨魏玲花（主唱）。觀眾對此團體給出很多頭銜，例：當第一首歌在網路上火了，就稱他們為一對「網絡歌手」，但玲花反駁說：「應該稱呼我們為實力派歌手，因為我們是比賽出來的歌手」。在2006年、2007年時，當《自由飛翔》這首歌又特別、特別地火的時候，觀眾們又稱他們為「彩鈴歌手」。《最炫民族風》的時候，這首歌又紅遍大江南北，火到大家都有點煩了，因為當時又開始流行廣場舞，為了搭配此歌曲銷售，其順勢推出"廣場舞版本"，後續也因此遭到部分網友至其微博頁上留下"擾民"抗議聲浪（原因是廣大群眾無時無刻地一直放著這首歌與跳舞，致而造成擾民現象），所以他們這組合又被稱呼為「廣場舞歌手」。之後，又冒出一種說法，稱呼「農業重金屬歌手」，（原因是部分農家養殖戶，拿歌當作趕豬的進行曲〈聽說特別好用〉）。
- 曾毅（主唱、说唱）。最早被網友戲稱為「表情哥」。當《月亮之上》這首歌火了，網友改戲稱為「哦耶（OH YEAH）哥」，當《自由飛翔》這首歌又火了，網友又改戲稱為「喲喲哥」，後來《最炫民族風》這首歌也火了，網友又再改戲稱為「留下來哥」。

## 音乐作品

### 專輯
| #   | 資料                                                                               | 曲目 |
| --- | ---------------------------------------------------------------------------------- | --- |
| 1st | 《月亮之上》 - 發行日期：2005年4月15日 - 語言：国语 - 唱片公司：孔雀唱片           | 曲目 1. 序曲 2. 月亮之上 3. 新疆玫瑰 4. 香香 5. 可可西里 6. 大漠情人 7. 最后的讨伐 8. 草原凤凰 9. 泼水节 10. 我和草原有个约定 11. 传奇 12. 我是一只小小鸟 13. 让爱领舞 |
| 2nd | 《吉祥如意》 - 發行日期：2007年7月7日 - 語言：国语 - 唱片公司：孔雀唱片            | 曲目 1. 吉祥如意 2. 自由飞翔 3. 康定情缘 4. 相约北京 5. 醉美天下 6. 沙漠之恋 7. 等爱的玫瑰 8. 心驰神往 9. 深深爱 10. 一代天骄 11. 爱的狂怒                             |
| 3rd | 《最炫民族风》 - 發行日期：2009年6月2日 - 語言：国语 - 唱片公司：孔雀唱片          | 曲目 1. 最炫民族风 2. 全是爱 3. 我不是公主 4. 郎的诱惑 5. 天蓝蓝 6. 高山槐花开 7. 奇迹世界 8. 溜溜的情歌 9. 奢香夫人 10. 兵马俑 11. 中国我爱你                         |
| 4th | 《我从草原来》 - 發行日期：2010年9月30日 - 語言：国语 - 唱片公司：孔雀唱片         | 曲目 1. 我从草原来 2. 荷塘月色 3. 嗨！Mrs Leta 4. 天籁传奇 5. 我不是公主 6. 郎的诱惑 7. 全是爱 8. 最炫民族风 9. 天蓝蓝 10. 自由飞翔 11. 高山槐花开 12. 月亮之上        |
| 5th | 《大声唱》 - 發行日期：2011年8月17日 - 語言：国语 - 唱片公司：孔雀唱片             | 曲目 1. 大声唱 2. 策马奔腾 3. 光芒 4. 秋画 5. 我们的歌谣 6. When You Cry 7. 星光 8. 蒙古人 9. 拜新年                                                                   |
| 6th | 《最好的时代》 - 發行日期：2014年7月30日 - 語言：国语 - 唱片公司：孔雀唱片         | 曲目 1. 最好的时代 2. 待嫁的新娘 3. 繁花 4. 感到幸福你就拍拍手 5. 水云间 6. 指间沙 7. 策马扬鞭 8. 爱的天下 9. 快乐无极限 10. 自由自在 11. 陪你一辈子                   |
| 7th | 《远方的远方还是远方》 - 發行日期：2016年12月8日 - 語言：国语 - 唱片公司：孔雀唱片 | 曲目 1. 远方的远方还是远方 2. 只为遇见 3. 出去玩 4. 花开繁华 5. 年轻主义 6. 乡关何处是 7. 红颜先生 8. 花烛夜 9. 让世界听我的 10. 陪你一辈子                            |

### 单曲
- 綠炫風
- 天籟傳奇
- 御龙归字谣
- 荷塘月色
- 中国味道
- 飞天
- 开门大吉
- 自由自在
- 望星辰[2]

## 奖项
- 2005年央视《星光大道》年度亚军。
- 第十届、第十一届CCTV-MTV音乐盛典内地年度最佳组合/乐队。

## 演唱會
| 时间          | 地点          | 场次 | 备注 |
| ------------- | ------------- | ---- | ---- |
| 2010年10月2日 | 北京 北展劇場 | 2    |      |
| 2010年10月3日 | 北京 北展劇場 | 2    |      |

| 时间           | 地点                            | 场次 | 备注 |
| -------------- | ------------------------------- | ---- | ---- |
| 2011年8月27日  | 青島 青岛体育中心国信体育馆     | 1    |      |
| 2011年11月12日 | 北京 国家奥林匹克体育中心体育馆 | 1    |      |

| 时间          | 地点                            | 场次 | 备注 |
| ------------- | ------------------------------- | ---- | ---- |
| 2012年8月20日 | 鄂尔多斯 西鄂尔多斯文化主题公园 | 1    |      |

| 时间           | 地点                            | 场次 | 备注 |
| -------------- | ------------------------------- | ---- | ---- |
| 2012年11月24日 | 深圳 深圳湾体育中心“春茧”体育馆 | 1    |      |
| 2012年12月1日  | 杭州 黄龙体育中心体育馆         | 1    |      |
| 2012年12月8日  | 太原 山西体育中心体育馆         | 2    |      |
| 2012年12月9日  | 太原 山西体育中心体育馆         | 2    |      |
| 2012年12月15日 | 武漢 光谷體育館                 | 1    |      |

| 时间          | 地点                        | 场次 | 备注 |
| ------------- | --------------------------- | ---- | ---- |
| 2013年4月20日 | 益阳 益阳奥林匹克公园体育场 | 1    |      |

| 时间          | 地点                | 场次 | 备注 |
| ------------- | ------------------- | ---- | ---- |
| 2013年4月30日 | 北京 北京工人體育場 | 1    |      |

| 时间          | 地点          | 场次 | 备注                         |
| ------------- | ------------- | ---- | ---------------------------- |
| 2014年10月4日 | 北京 世紀劇院 | 1    | 僅演唱《繁華》《待嫁的新娘》 |

| 时间           | 地点            | 场次 | 备注 |
| -------------- | --------------- | ---- | ---- |
| 2014年12月31日 | 北京 萬事達中心 | 2    |      |
| 2015年1月1日   | 北京 萬事達中心 | 2    |      |

| 时间           | 地点                        | 场次 | 备注 |
| -------------- | --------------------------- | ---- | ---- |
| 2015年4月25日  | 泉州 泉州海峽體育中心體育館 | 1    |      |
| 2015年4月30日  | 廣州 廣州國際體育演藝中心   | 1    |      |
| 2015年5月30日  | 大連 中升文化中心           | 1    |      |
| 2015年6月13日  | 長春 長春五環體育館         | 1    |      |
| 2015年9月30日  | 徐州 徐州奧體中心體育場     | 1    |      |
| 2015年10月17日 | 南京 南京奧體中心體育館     | 1    |      |
| 2015年10月31日 | 合肥 合肥奧體中心体育场     | 1    |      |

| 时间          | 地点                      | 场次 | 备注 |
| ------------- | ------------------------- | ---- | ---- |
| 2015年7月25日 | 新疆 奇台縣天山東部物流園 | 2    |      |
| 2015年7月26日 | 新疆 奇台縣天山東部物流園 | 2    |      |

| 时间           | 地点                            | 场次 | 备注                               |
| -------------- | ------------------------------- | ---- | ---------------------------------- |
| 2016年12月31日 | 北京 首都體育館                 | 1    | 与圣彼得堡塔夫里切斯基交响乐团合作 |
| 2017年1月7日   | 深圳 深圳湾体育中心“春茧”体育馆 | 1    | 与圣彼得堡塔夫里切斯基交响乐团合作 |

| 时间           | 地点                              | 场次 | 备注 |
| -------------- | --------------------------------- | ---- | ---- |
| 2024年4月20日  | 济南 济南奥体中心体育场           | 1    | 取消 |
| 2024年4月20日  | 常州 常州奥林匹克体育中心体育场   | 2    |      |
| 2024年4月21日  | 常州 常州奥林匹克体育中心体育场   | 2    |      |
| 2024年5月4日   | 北京 国家体育场 (鸟巢)            | 2    |      |
| 2024年5月5日   | 北京 国家体育场 (鸟巢)            | 2    |      |
| 2024年5月25日  | 郑州 郑州奥体中心体育场           | 2    |      |
| 2024年5月26日  | 郑州 郑州奥体中心体育场           | 2    |      |
| 2024年6月22日  | 南昌 南昌国际体育中心体育场       | 2    |      |
| 2024年6月23日  | 南昌 南昌国际体育中心体育场       | 2    |      |
| 2024年7月5日   | 合肥 合肥体育中心体育场           | 2    |      |
| 2024年7月6日   | 合肥 合肥体育中心体育场           | 2    |      |
| 2024年7月20日  | 兰州 兰州奥体中心玫瑰体育场       | 2    |      |
| 2024年7月21日  | 兰州 兰州奥体中心玫瑰体育场       | 2    |      |
| 2024年8月16日  | 呼和浩特 呼和浩特体育场           | 2    |      |
| 2024年8月17日  | 呼和浩特 呼和浩特体育场           | 2    |      |
| 2024年9月15日  | 成都 成都东安湖体育公园主体育场   | 2    |      |
| 2024年9月16日  | 成都 成都东安湖体育公园主体育场   | 2    |      |
| 2024年9月28日  | 太原 山西体育中心体育场           | 2    |      |
| 2024年9月29日  | 太原 山西体育中心体育场           | 2    |      |
| 2024年10月12日 | 上海 上海虹口足球场               | 2    |      |
| 2024年10月13日 | 上海 上海虹口足球场               | 2    |      |
| 2024年11月2日  | 咸阳 咸阳奥体中心体育场           | 2    |      |
| 2024年11月3日  | 咸阳 咸阳奥体中心体育场           | 2    |      |
| 2024年11月15日 | 深圳 深圳大运中心体育场           | 3    |      |
| 2024年11月16日 | 深圳 深圳大运中心体育场           | 3    |      |
| 2024年11月17日 | 深圳 深圳大运中心体育场           | 3    |      |
| 2024年11月30日 | 杭州 杭州奥体中心体育场（大莲花） | 2    |      |
| 2024年12月1日  | 杭州 杭州奥体中心体育场（大莲花） | 2    |      |
| 2024年12月14日 | 福州 福州海峡奥体中心体育场       | 2    |      |
| 2024年12月15日 | 福州 福州海峡奥体中心体育场       | 2    |      |
| 2024年12月31日 | 佛山 佛山南海体育中心体育场       | 2    |      |
| 2025年1月1日   | 佛山 佛山南海体育中心体育场       | 2    |      |